# Stethojulis
 Stethojulis és un gènere de peixos de la família dels làbrids i de l'ordre dels perciformes.

## Taxonomia
- Stethojulis albovittata (Bonnaterre, 1788)[1]
- Stethojulis balteata (Quoy & Gaimard, 1824)[2]
- Stethojulis bandanensis (Bleeker, 1851)[3]
- Stethojulis interrupta (Bleeker, 1851)[3]
- Stethojulis maculata (Schmidt, 1931)[4]
- Stethojulis marquesensis (Randall, 2000)[5]
- Stethojulis notialis (Randall, 2000)[5]
- Stethojulis strigiventer (Bennett, 1833)[6]
- Stethojulis terina (Jordan & Snyder, 1901)[7]
- Stethojulis trilineata (Bloch & Schneider, 1801)[8][9][10][11][12]